# Pabellón municipal de deportes de El Ejido
El Pabellón Municipal de Deportes de El Ejido (Almería) fue inaugurado en 1992 y tiene un aforo oficial de 2.000 espectadores, que se puede ampliar mediante gradas supletorias. Está situado en la zona sur de la ciudad, en la Calle Toledo n.º 160 y dentro del perímetro del Parque Municipal, que también acoge un complejo deportivo con varias pistas de pádel y de tenis. Junto al pabellón se encuentra la denominada Casa del Deporte, sede de varios clubes de la ciudad y sede del Instituto Municipal de Deportes (IMD), institución encargada de la gestión deportiva en el municipio.

## Datos
- Pista de parqué flotante de 47x36,5 metros de superficie y la estructura de la bóveda está a 9 metros de altura

- Palco de autoridades

- Espacios complementarios: 3 gimnasios y sala de musculación (aproximadamente 500 m²)

- 8 vestuarios para equipos (calculados para albergar hasta 25 deportistas cada uno)

- 2 vestuarios para árbitros

- Sala de servicios médicos

- Servicios públicos

- Planta Baja: 2 espacios con 4 unidades cada uno

- 1.ª Planta: 2 grandes espacios con inodoros y excusados

- Almacenes en fondo norte y sur (aproximadamente 400 m²)

- Sala de servicios médicos

- 6 cabinas de prensa

- Grupo electrógeno

## Uso y disfrute de las instalaciones
Junto al 'Estadio Municipal de El Ejido' (conocido popularmente como Estadio de Santo Domingo) y a la Piscina Municipal de El Ejido, el Pabellón Municipal es una de las tres principales instalaciones deportivas del municipio, llevándose a cabo en ella una gran cantidad de actividades, las cuales se desarrollan a lo largo de toda la semana, convirtiendo al pabellón en un epicentro de deporte y salud para cientos de ejidenses a diario, a los que hay que añadir los deportistas pertenecientes a los clubes que compiten a nivel federado.

### Actividades federadas
- Equipo Senior de CD El Ejido FS, de Segunda División (entrenamientos y partidos)

- Equipo Juvenil del CD El Ejido FS (algunos partidos)

- Equipos de Baloncesto Murgi de categorías Senior, Junior, Cadete, Infantil y Minibasket.

- Club Gimnasia Rítmica El Ejido (8.º en el Campeonato de España Base 2011 en categoría Alevín)[2]

### Actividades no federadas
- Liga Municipal de Promoción Deportiva del Baloncesto de Adultos

- Escuelas Deportivas Municipales de Gimnasia

- Escuelas Deportivas Municipales de Baile Moderno

### Actividades ocasionales
- Clausura de Escuelas Deportivas Municipales

- Exhibiciones de diversas modalidades deportivas (gimnasia, aerobic, baile moderno, judo, karate, esgrima...)

- I, II y III Torneo de Gimnasia Rítmica 'Ciudad de El Ejido'

- Campus organizado por el Club Gimnasia Rítmica El Ejido y en el que participó la Escuela Deportiva Olimpies Ryazan (Rusia)

- I Velada de Boxeo Amateur 'Ciudad de El Ejido'

- I Aerobithón 'Ciudad de El Ejido-Elaqua'

- Campeonatos Provinciales y otras competiciones en diversas modalidades deportivas

- Partidos del Unicaja Vóley de Almería en la Superliga de Voleibol[3]

### Actividades varias
| - Aerobic - Aerobic/Baile - Aerobic/Fit-ball - Aeróbic/Tono - Aerobox - Aerobox/Tono |  | - Fit-ball - Gimnasia para la 3.ª Edad - G.A.P./Tono - Pilates - Powerjump - Spinning |  | - Step - Step/G.A.P. - Step/Tono - Superstep - Yoga |

### Otros usos
En ocasiones, el uso del Pabellón Municipal va más allá de lo estrictamente deportivo, en favor de lo cultural, habiendo tenido lugar el desarrollo de algunas obras enmarcadas dentro del importante Festival de Teatro de El Ejido (catalogado como Fiesta de Interés Turístico por la Junta de Andalucía y que en 2015 celebrará su XXXVII edición). Además, el mundialmente reconocido bailaor de flamenco y coreógrafo Joaquín Cortés, reabrió en El Ejido su gira por España de 'Pasión Gitana', actuando el 7 de junio de 1997. Por otra parte, el Pabellón Municipal acogió el 18 de junio de 2002 la gala musical 'Bisbal y amigos', en la que el cantante almeriense David Bisbal actuó junto a sus compañeras de Operación Triunfo, Chenoa y Nuria Fergó, además de junto a Malú y Álex Ubago; dicho espectáculo fue retransmitido por La 1 de TVE en diferido, siete días después.

## Eventos deportivos destacados
La calidad y conservación del Pabellón Municipal de El Ejido son excepcionales, algo que no ha pasado desapercibido para aquellos que han podido disfrutar de sus instalaciones desde que fue construido, las cuales han albergado una gran cantidad de acontecimientos deportivos destacados, tanto a nivel nacional como internacional.

### Eventos nacionales e internacionales
- Fase Final del Campeonato de España Cadete Masculino de Clubes de Baloncesto (1992)

- Torneo Internacional de Baloncesto en el que participó el histórico KK Cibona Zagreb (1992)

- Partido del Torneo Pre-Europeo de Voleibol Masculino en el que se enfrentaron España y Hungría (1993)[6]

- Fase de ascenso a División de Honor de la Liga Nacional de Fútbol Sala (1994)

- Semifinales y Final de la 45.ª Copa de S.M. El Rey de Voleibol (1995)[7]

- Partido del Torneo Pre-Europeo de Voleibol Femenino en el que se enfrentaron España y Grecia (1997)[8]

- Final Four de la European Champions Cup de Voleibol (1999)[9]

- Cuartos de final, Semifinales y Final de la 50.ª Copa de S.M. El Rey de Voleibol (2000)[10]

- Campeonato de España Escolar Masculino y Femenino de Voleibol (2000)

- Fase Regional del Campeonato de España Infantil Femenino de Voleibol (2000)[11]

- Torneo Internacional del Mediterráneo de Judo (2001)[12]

- Torneo Internacional de Baloncesto Masculino en el que participaron España, Letonia, Polonia y Ucrania, preparatorio para el Eurobasket de Suecia 2003[13]

- Torneo Internacional de Baloncesto Femenino en el que participaron España, Turquía, Japón y Bélgica, preparatorio para los Juegos Olímpicos de Atenas 2004[14]

- Competición íntegra de Baloncesto Masculino y Femenino en los XV Juegos Mediterráneos de Almería 2005[15]

- XI Campeonato de España de Aeróbic y III Campeonato Nacional de Gimnasia de Base (2006)[16]

- III Copa Iberoamericana de Gimnasia Artística (2007)[17]

- XXXI Campeonato de España Juvenil Femenino de Voleibol (2008)[18]

- Fase Previa del Campeonato de España Infantil Masculino de Clubes de Fútbol Sala (2011)[19]

- Fase Final del Circuito Nacional de Promesas de Gimnasia Rítmica D’Villena y Joray (2012)[20]

- Campeonatos de España de Selecciones Autonómicas en categorías Alevín y Benjamín (2014)[21]

### Eventos a nivel autonómico
- Campeonato de Andalucía de Juegos Deportivos de Balonmano Masculino y Femenino (1993)

- Campeonato de Andalucía Femenino de Clubes de Baloncesto (1994)

- Campeonato de Andalucía de Karate (1997)

- Campeonato de Andalucía Cadete Masculino de Voleibol (1998)

- Campeonato de Andalucía Senior Masculino y Femenino de Judo (2000)

- Campeonato de Andalucía Infantil Masculino de Baloncesto (2003)

- Campeonato de Andalucía de Gimnasia Rítmica de Conjuntos (2006)

- Campeonato de Andalucía Cadete Masculino de Selecciones Provinciales de Fútbol Sala (2008)[22]

- Campeonato de Andalucía de Minibasket de Selecciones Provinciales de Baloncesto (2013)[23]

- Campeonato de Andalucía de Karate de Jóvenes Promesas y Senior (2013)

- Campeonato Promesas Andalucía Oriental de gimnasia rítmica (2014)[24]

### Otros eventos de élite
Sobre la pista del Pabellón Municipal han competido algunos de los clubes más laureados de España, Europa e incluso del Mundo en sus respectivas disciplinas deportivas, como Interviú Boomerang, ElPozo Murcia o Caja Segovia, en la División de Honor de la Liga Nacional de Fútbol Sala; Unicaja Almería, Numancia Caja Duero o CSCV Las Palmas, en la Superliga de Voleibol; Sisley Treviso (Italia), Lokomotiv Belogorie Belgorod (Rusia), VfB Friedrichshafen (Alemania) y Noliko Maaseik (Bélgica), en la European Champions Cup de Voleibol-la máxima competición continental-.  Además, el Real Madrid de Baloncesto disputó un amistoso en 2001, al igual que en 1999 y en 2006 lo hizo el Real Madrid de Veteranos. Hasta los míticos Harlem Globetrotters también realizaron su espectáculo en el pabellón ejidense.
De esta manera, por el Pabellón Municipal de El Ejido han desfilado deportistas de primerísimo nivel como Pau Gasol, Juan Carlos Navarro, José Manuel Calderón, Alberto Herreros o Thiago Splitter (baloncesto); Paulo Roberto, Vinicius, Fran Serrejón o Wilde (fútbol sala); Samuele Papi, Luca Tencati o Rafa Pascual (voleibol); y los gimnastas Elmira Dassaeva, Iván Parejo, Sara Moreno, Jonathan Cañada, Rafal Martínez, Manuel Carballo o Gervasio Deferr.

## Otros pabellones en El Ejido
Además del Pabellón Municipal de El Ejido, existen otros cuatro pabellones municipales repartidos en cuatro de los principales núcleos de población del municipio ejidense, en los cuales, gracias a la acertada política de descentralización deportiva llevada a cabo por el Instituto Municipal de Deportes (IMD), se han celebrado otros acontecimientos deportivos de interés, además de realizarse en ellos actividades culturales de todo tipo.

### Pabellón Municipal de Santa María del Águila
- Localidad: Santa María del Águila
- Dirección: C/ Lisboa s/n
- Distancia de El Ejido: 4 kilómetros

Inaugurado en 1993 y con aforo para 280 espectadores (ampliable mediante gradas portátiles), fue el segundo pabellón que se construyó en el municipio ejidense. La superficie de la pista es sintética y sus medidas son de 44x26 m² de extensión y 9 metros de altura.
En él, desarrollan su actividad diversos clubes federados, como las categorías de base del CD El Ejido FS. También acoge algunas competiciones municipales y otros eventos municipales y provinciales, así como sirve para el uso y disfrute de deportistas de disciplinas variadas, incluyendo un gimnasio enormemente concurrido de 300 m².
Durante varios años, fue el lugar donde el -recientemente renacido- Club Voleibol El Ejido entrenó y compitió en la tercera categoría nacional. En 2001 se celebró el Campeonato de Andalucía de Esgrima y también el Campeonato de España de Técnica Infantil de Halterofilia; pero sin lugar a dudas, el acontecimiento estelar que ha albergado es la Copa de S.M. El Rey de Halterofilia, que se disputó del 14 al 16 de diciembre de 2007 y en la que el Club LPV (Listos Para Vencer), que en aquel tiempo representaba a El Ejido, se coronó campeón.

### Pabellón Municipal de Las Norias de Daza
- Localidad: Las Norias de Daza
- Dirección: C/ Maratón s/n
- Distancia de El Ejido: 9 kilómetros

Inaugurado en el año 2000 y con aforo para 260 espectadores (ampliable mediante gradas portátiles), fue el tercer pabellón que se construyó en el municipio ejidense.  La superficie de la pista es de mondoflex sintética y sus medidas son de 44x26 m² y 12'5 metros de altura. En él, puntualmente desarrollan su actividad algunos clubes federados y además acoge varias competiciones y actividades deportivas municipales. Está concebido como algo más que un pabellón meramente deportivo y de hecho, sobre uno de los fondos de la pista, existe una cabina de proyección cinematográfica. En una sala cultural de 200m2 se han realizado obras de teatro y otras actividades.
Este pabellón está muy ligado a las artes marciales y entre otros eventos, se celebraron los Campeonatos de Andalucía Cadete y Junior de Karate en 2000 y 2001, así como sendas competiciones de shotokan y kobudo en 2010 y 2011.
Pero sobre todo, el Pabellón Municipal de Las Norias puede presumir de haber sido una de las instalaciones por las que pasaron los Juegos Mediterráneos de Almería 2005, dado que se disputaron tres partidos de la competición de voleibol masculino (Túnez-Albania, Croacia-San Marino y Turquía-Marruecos) y además, tanto la selección española absoluta masculina de voleibol como la absoluta femenina, jugaron respectivos amistosos frente a Túnez y Francia, en los días previos al inicio de los Juegos Mediterráneos.

### Pabellón Municipal de Balerma 'Domingo Villegas'
- Localidad: Balerma
- Dirección: C/ Noria Torres, 30
- Distancia de El Ejido: 9 kilómetros

Inaugurado en septiembre de 2001 y teniendo un aforo de 379 espectadores (ampliable mediante gradas portátiles), fue el cuarto pabellón que se construyó en el municipio.  La superficie de la pista es de taraflex sintética y sus medidas son de 44x26 m² y la altura es de 9 metros. En él, se desarrollan diversas competiciones y actividades deportivas municipales y provinciales, como el Campeonato Provincial de Karate.
Además, fue utilizado por el extinto Club Balonmano Poniente para sus entrenamientos y partidos, acogiendo en la actualidad los entrenos y partidos de Club Balonmano Murgi y CD Balerma de fútbol sala. También el CD El Ejido FS lo ha usado puntualmente para algunos partidos de sus equipos de cantera.
Más que un pabellón deportivo, está catalogado como Centro de Usos Múltiples, ya que además de la pista deportiva y un gimnasio de 100 m², posee una sala complementaria de 300 m² y con escenario incluido, en la que se realizan actividades culturales (teatros, mítines, actuaciones musicales...) y otras de índole deportivo.
Como curiosidad, hay que decir que la inauguración oficial del pabellón se hizo en septiembre de 2000, con una espectacular exhibición de trial indoor del campeón del Mundo, aunque en realidad, acogió su primer evento unas semanas antes -en agosto-, como fue el tradicional Torneo de Fútbol Sala de las Fiestas en honor a la Virgen de las Mercedes (Patrona de la localidad). Además, el 31 de octubre de 2011 fue aprobado por la Junta Local de Balerma rebautizar a la instalación], que a partir de entonces se llama oficialmente 'Domingo Villegas', en recuerdo del que fuera párroco de la localidad desde 1963 hasta 1975.

### Pabellón Municipal de San Agustín
- Localidad: San Agustín
- Dirección: C/ Tornado s/n
- Distancia de El Ejido: 17 kilómetros

Inaugurado en el año 2004 y teniendo aforo (con palco de autoridades incluido) para 287 espectadores y ampliable mediante gradas portátiles, fue el quinto pabellón que se construyó en el municipio ejidense. La superficie de la pista es de taraflex sintética, siendo sus medidas 47x23'75 m² y 8'90 metros de altura.
En su interior se desarrollan diversas competiciones y actividades municipales, además de otros eventos provinciales y fue la pista de El Ejido Club Baloncesto para un partido de la Liga EBA.
En él, se celebró el I Memorial 'Juan Francisco Martín' de Taekwon Do Tradicional ITF en 2008 y la segunda edición del Memorial se llevó a cabo en 2009. Ambos torneos fueron organizados entre la Federación Andaluza de Taekwondo, la Federación de Kick Boxing de la Comunidad Valenciana y el almeriense Club de Artes Marciales Hana (compuesto por luchadores de varias localidades de la comarca).